# IC 2177
IC 2177, auch Seemöwennebel genannt, ist ein Emissionsnebel im Sternbild Einhorn. Der Nebel befindet sich etwa 3.600 Lichtjahre von unserem Sonnensystem entfernt. Als Strahlungsquelle wird aufgrund der von der Erde aus ähnlichen Entfernung der Sternhaufen NGC 2343 angegeben. Der Kopf der Möwe besitzt die Bezeichnung SH2-292, welcher vom Stern HD 53367 angeregt wird und nur etwa 420 Lichtjahre entfernt ist.
Das Objekt wurde im Jahre 1898 von Isaac Roberts entdeckt.

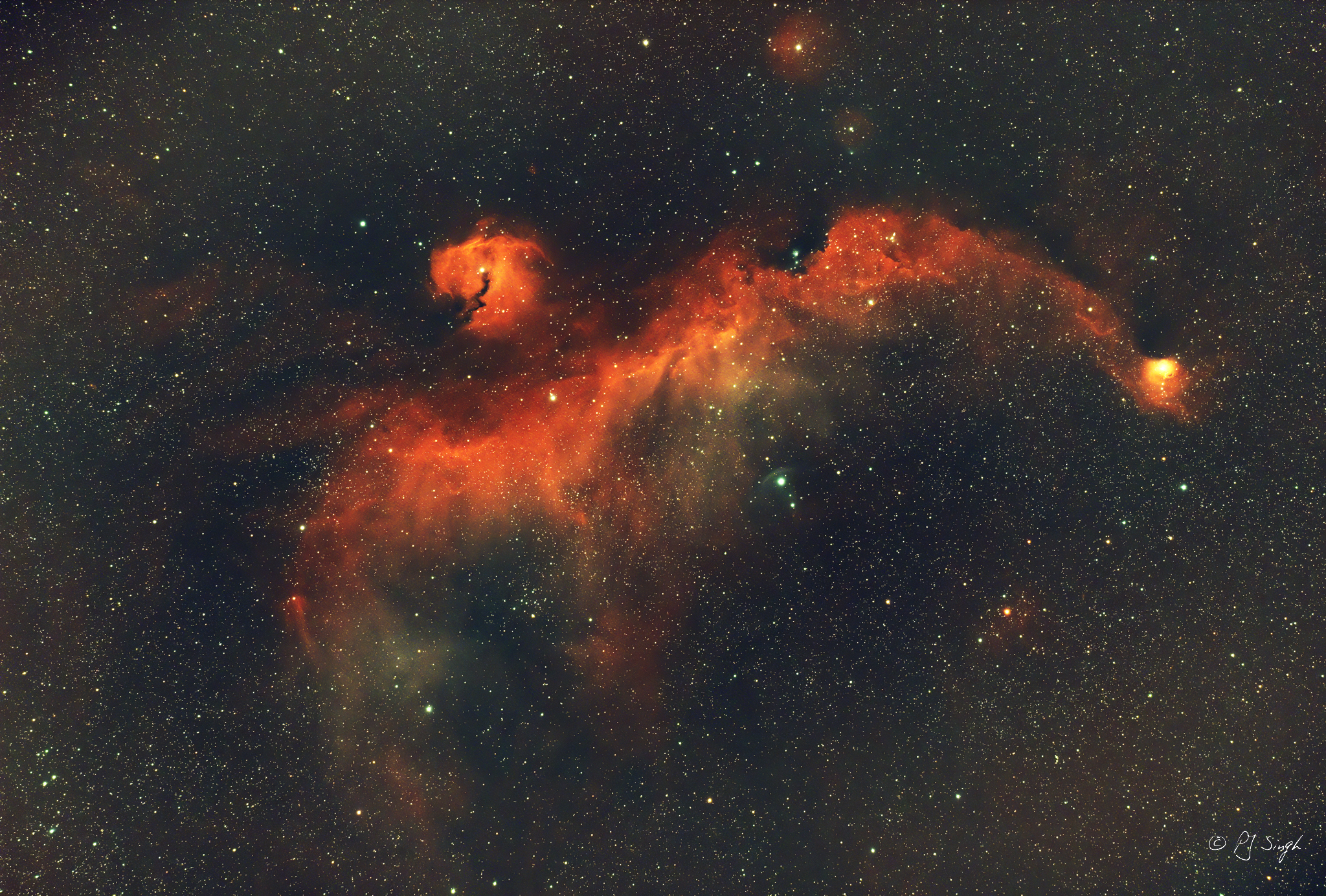
Aufnahme des Seemöwennebels